# Ingrandes-le-Fresne-sur-Loire
Ingrandes-le-Fresne-sur-Loire is een gemeente in het Franse departement Maine-et-Loire in de regio Pays de la Loire.

## Geschiedenis
De gemeente is ontstaan op 1 januari 2024 door de fusie van Ingrandes-Le Fresne sur Loire, een gemeente die op 1 januari 2016 was gevormd door de fusie van Le Fresne-sur-Loire en Ingrandes, en Saint-Sigismond. Le Fresne-sur-Loire en Saint-Sigismond hebben de status van commune déléguée van de gemeente.